# Lucien De Muynck
Lucien De Muynck, född 1 augusti 1931, död 24 oktober 1999, var en friidrottare från Belgien. Han deltog vid olympiska sommarspelen 1952.